# Bryce Dallas Howardová

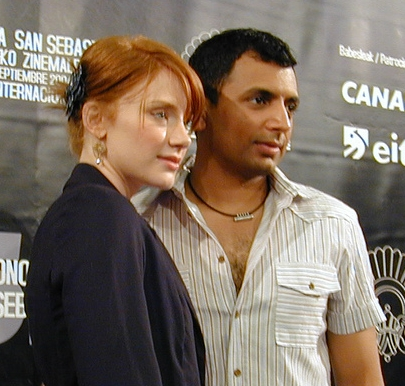
M. Night Shyamalan a Howardová při španělské premiéře Vesnice na festivalu v San Sebastiánu 2006

Bryce Dallas Howardová, nepřechýleně Bryce Dallas Howard (* 2. března 1981, Los Angeles, Kalifornie) je americká herečka a dcera režiséra Rona Howarda. Filmový debut zaznamenala v roce 1989, kdy se objevila v otcově snímku Rodičovství. Během dalšího období několik let ztvárňovala vedlejší postavy. Současně studovala na Tisch School of the Arts New York University. Po ukončení školy s titulem bakalář umění (Bachelor of Fine Arts, BFA), pokračovala studiem dramatického umění. První výraznou rolí získala v roce 2004 v mysteriózním filmu Nighta Shyamalana s názvem Vesnice. Stejný režisér ji o dva roky později obsadil do fantasy Žena ve vodě, jenž neuspěl u kritiky ani u diváků. Výkon ve snímku As You Like It (2006) jí v roce 2008 vynesl nominaci na cenu Zlatý glóbus.
Do širšího povědomí se dostala rolí Gwen Stacy v akčním filmu z roku 2007 Spider-Man 3 a také romantickým dramatem Twilight sága: Zatmění (2010), v němž hrála podlou upírku toužící po odplatě. Tyto dva filmy spolu s filmem z roku 2009 Terminator Salvation představují nejvýdělečnější projekty, na kterých se podílela, přestože odezva v tisku a médiích byla smíšená. Mimo herectví se také stala společně s otcem koproducentkou ve snímku Guse Van Santa Restless a režijním debutem pro ni bude film The Original.

## Životopis
Prostřední jméno jí bylo dáno podle texaského Dallasu, kde ji rodiče počali. Narodila se 2. března 1981 v kalifornském Los Angeles do rodiny spisovatelky Cheryl Howardové, rozené Alleyové a filmového herce a režiséra Rona Howarda, který natočil filmy Apollo 13 a Šifru mistra Leonarda. Její prarodiče z otcovy strany jsou herci Rance Howard a zesnulá Jean Speegle Howardová; strýc Clint Howard stejně jako kmotr Henry Winkler jsou také herci, kteří spolupracovali s otcem na sitcomu Happy Days. Má dvě mladší sestry – dvojčata Jocelyn Carlyle Howardovou a Paige Carlyle Howardovou (nar. 1985) a mladšího bratra Reeda Crosse Howarda (nar. 1987). Prostřední jména sourozenci získali také po místě jejich početí. Všichni jsou aktivní ve světě showbyznysu.
Vyrostla v newyorském Westchesteru a na farmě v Greenwichi v Connecticutu.
Spolu s Natalií Portmanovou navštěvovala divadelní tábor Stagedoor Manor na severu státu New York. Po ukončení střední školy pokračovala na Tisch School of the Arts New York University. Během vysokoškolského studia zakončeného bakalářským diplomem v oboru drama roku 2003, také navštěvovala experimentální obor konzervatoře Stelly Adlerové a účastnila se pobytu na katedře mezinárodního herectví v Amsterdamu. Je absolventkou Steppenwolf Theatre Company's School ve Steppenwolfu v Chicagu a Hereckého centra (The Actors Center) v New Yorku. Během života v tomto městě byla členkou hereckého souboru Theater Mitu. V období, kdy studovala herectví nepoužívala příjmení, aby se vyhnula možnému protekčnímu zacházení. Spojení prvních dvou jmen ji znělo jako jméno pornohvězdy.
17. června 2006 se vdala za herce Setha Gabela, se kterým žije v Hollywoodu. Poznali se během studií na New York University a před svatbou udržovali vztah pět let. Rodičovství plánovali po třicítce, ovšem týden po svatbě herečka zjistila, že je těhotná. 16. února 2007 se narodil syn Theodore Norman Howard Gabel, přezdívaný Theo. Jeho kmotrem se stal Josh Gad. V roce 2012 se jim narodila dcera Beatrice.

## Filmografie

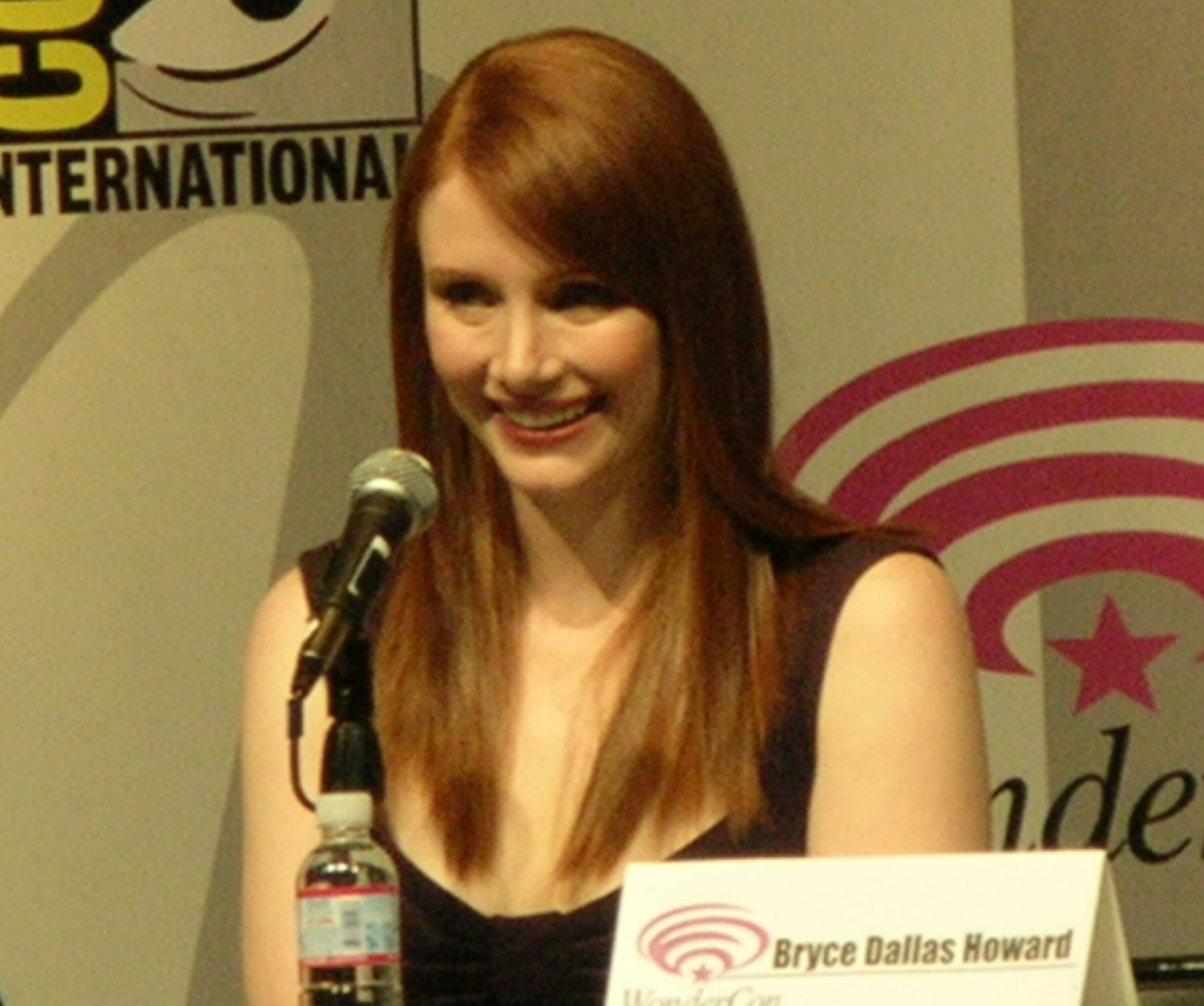
Bryce Dallas Howardová v roce 2009

### Film
| Rok  | Název                             | Role                    | Poznámka                   |
| ---- | --------------------------------- | ----------------------- | -------------------------- |
| 1989 | Rodičovství                       | zrzka v hledišti        |                            |
| 1995 | Apollo 13                         |                         |                            |
| 2000 | Grinch                            | překvapená              |                            |
| 2004 | Book of Love                      | Heather                 |                            |
| 2004 | Vesnice                           | Ivy Elizabeth Walker    | dabing: Linda Rybová       |
| 2005 | Manderlay                         | Grace Margaret Mulligan |                            |
| 2006 | As You Like It                    | Rosalind                | televizní film             |
| 2006 | Žena ve vodě                      | Story                   | dabing: Kristina Jelínková |
| 2007 | Spider-Man 3                      | Gwen Stacy              | dabing: Hana Ševčíková     |
| 2008 | Good Dick                         | líbající žena           | Cameo                      |
| 2009 | Ztráta diamantové slzy            | Fisher Willow           | dabing: Tereza Bebarová    |
| 2009 | Terminátor Salvation              | Kate Connor             | dabing: Jitka Ježková      |
| 2010 | Twilight sága: Zatmění            | Victoria                | dabing: Zuzana Skalická    |
| 2010 | Život po životě                   | Melanie                 | dabing: Hana Ševčíková     |
| 2011 | Černobílý svět                    | Hilly Holbrook          |                            |
| 2011 | 50/50                             | Rachael                 |                            |
| 2012 | Twilight sága: Rozbřesk – 2. část | Victoria                |                            |
| 2015 | Jurský svět                       | Claire Dearing          |                            |
| 2016 | Můj kamarád drak                  | Grace Meacham           |                            |
| 2016 | Zlato                             | Kay                     |                            |
| 2018 | Jurský svět: Zánik říše           | Claire Dearing          |                            |
| 2019 | Psí domov                         | Bella (hlas)            |                            |
| 2019 | Rocketman                         | Sheila Dwight           |                            |
| 2022 | Jurský svět: Nadvláda             | Claire Dearing          |                            |

### Televize
| Rok             | Název                 | Role         | Poznámka                                                             |
| --------------- | --------------------- | ------------ | -------------------------------------------------------------------- |
| 2009            | Griffinovi            | různé posavy | díl: „Holka z plakátu “                                              |
| 2013            | Pět příběhů šílenství |              | televizní film; režie segmentu Lucy                                  |
| 2014            | HitRecord on TV       | různé posavy | 2 díly                                                               |
| 2016            | Černé zrcadlo         | Lacie Pound  | díl: „Nosedive“                                                      |
| 2018            | Arrested Development  | samu sebe    | díl: „Emotional Baggage“                                             |
| 2019–současnost | The Mandalorian       |              | režisérka; epizody: "Chapter 4: Sanctuary"; "Chapter 11:The Heiress" |
| 2022            |                       | –            | režisérka; epizoda "Chapter 5: Return of the Mandalorian"            |

### Videohry
| Rok  | Název                    | Dabing         |
| ---- | ------------------------ | -------------- |
| 2015 | Lego Jurský svět         | Claire Dearing |
| 2015 | Lego Dimensions          | Claire Dearing |
| 2018 | Jurassic World Evolution | Claire Dearing |

### Hudební videoklipy
| Rok  | Název           | Umělec | Role | Poznámka  |
| ---- | --------------- | ------ | ---- | --------- |
| 2013 | „Claudia Lewis“ | M83    |      | režisérka |

## Ocenění a nominace
| Rok  | Ocenění                                       | Kategorie                                                                                             | Práce                   | Výsledek  |
| ---- | --------------------------------------------- | --- | ----------------------- | --------- |
| 2005 | Online Film Critics Society                   | objev roku                                                                                            | Vesnice                 | nominace  |
| 2005 | Empire Awards                                 | nejlepší herečka                                                                                      | Vesnice                 | nominace  |
| 2005 | Empire Awards                                 | nejlepší nováček                                                                                      | Vesnice                 | nominace  |
| 2005 | MTV Movie Awards                              | objev roku: žena                                                                                      | Vesnice                 | nominace  |
| 2005 | Teen Choice Awards                            | nejstrašidelnější scéna                                                                               | Vesnice                 | nominace  |
| 2006 | Robert Awards                                 | nejlepší herečka v hlavní roli                                                                        | Manderlay               | nominace  |
| 2008 | Zlatý glóbus                                  | nejlepší ženský herecký výkon v minisérii nebo TV filmu                                               | Jak se Vám líbí         | nominace  |
| 2010 | Teen Choice Awards                            | nejlepší filmová herečka: akční film                                                                  | Terminator Salvation    | nominace  |
| 2011 | MTV Movie Awards                              | nejlepší souboj (sdíleno s Xavierem Samuelem a Robertem Pattinsonem)                                  | Twilight sága: Zatmění  | vítězství |
| 2011 | Teen Choice Awards                            | nejlepší filmový zloduch                                                                              | Twilight sága: Zatmění  | nominace  |
| 2011 | Black Reel Awards                             | nejlepší obsazení                                                                                     | Černobílý svět          | vítězství |
| 2011 | Critics' Choice Movie Awards                  | nejlepší obsazení                                                                                     | Černobílý svět          | vítězství |
| 2011 | Detroit Film Critics Society                  | nejlepší obsazení                                                                                     | Černobílý svět          | nominace  |
| 2011 | Hollywood Film Festival                       | nejlepší obsazení                                                                                     | Černobílý svět          | vítězství |
| 2012 | MTV Movie Awards                              | nejlepší obsazení (sdíleno s Emmou Stoneovou, Violou Davis, Jessicou Chastainovou a Octaviou Spencer) | Černobílý svět          | nominace  |
| 2012 | MTV Movie Awards                              | nejlepší scéna, kdy nám spadla pusa                                                                   | Černobílý svět          | nominace  |
| 2012 | MTV Movie Awards                              | nejlepší zloduch                                                                                      | Černobílý svět          | nominace  |
| 2012 | NAACP Image Awards                            | nejlepší herečka ve vedlejší roli                                                                     | Černobílý svět          | nominace  |
| 2012 | San Diego Film Critics Society                | nejlepší obsazení                                                                                     | Černobílý svět          | nominace  |
| 2012 | Satellite Awards                              | nejlepší filmové obsazení                                                                             | Černobílý svět          | vítězství |
| 2012 | Screen Actors Guild                           | nejlepší filmové obsazení                                                                             | Černobílý svět          | vítězství |
| 2012 | Washington D.C. Area Film Critics Association | nejlepší filmové obsazení                                                                             | Černobílý svět          | nominace  |
| 2012 | Women Film Critics Circle                     | nejlepší filmové obsazení                                                                             | Černobílý svět          | vítězství |
| 2015 | Teen Choice Awards                            | nejlepší výbuch vzteku                                                                                | Jurský svět             | nominace  |
| 2015 | Teen Choice Awards                            | nejlepší letní filmová hvězda: žena                                                                   | Jurský svět             | nominace  |
| 2016 | Critics' Choice Movie Awards                  | nejlepší herečka v akčním filmu                                                                       | Jurský svět             | nominace  |
| 2016 | Screen Actors Guild                           | nejlepší ženský herecký výkon v TV filmu nebo minisérii                                               | Černé zrcadlo           | nominace  |
| 2017 | Cena Saturn                                   | nejlepší herečka ve vedlejší roli                                                                     | Zlato                   | nominace  |
| 2018 | Teen Choice Awards                            | nejlepší letní filmová hvězda: žena                                                                   | Jurský svět: Zánik říše | vítězství |